# Чемпионат России по лыжным гонкам 2016
Чемпионат России по лыжным гонкам 2016 проводился Федерацией Лыжных Гонок России с 21 марта по 14 апреля 2016 года. Состоял из трёх этапов- первый этап с проходил 23 марта по 4 апреля в ЛиБЦ «Жемчужина Сибири» (Тюмень). Второй этап прошёл одной женской гонкой на 50 км, гонка прошла в Апатитах. Третий этап прошёл одной мужской гонкой на 70 км, гонка прошла в Мончегорске.

## Результаты

### Мужчины
| Дата          | Дисциплина                         | Золото                                                                       | Серебро                                                                  | Бронза                                                                           |
| 23 марта, ср  | Скиатлон 30 км                     | Евгений Дементьев ХМАО — Югра                                                | Сергей Устюгов ХМАО — Югра                                               | / Пётр Седов Московская область/Нижегородская область                            |
| 24 марта, чт  | Спринт классическим стилем         | Сергей Устюгов ХМАО — Югра                                                   | Ермил Вокуев Республика Коми                                             | / Алексей Петухов Москва/Мордовия                                                |
| 26 марта, сб  | 15 км классическим стилем          | Сергей Устюгов ХМАО — Югра                                                   | / Александр Бессмертных Московская область/Кемеровская область           | Ермил Вокуев Республика Коми                                                     |
| 27 марта, вс  | Командный спринт свободным стилем  | Республика Коми Алексей Виценко Ермил Вокуев                                 | Москва Алексей Червоткин Никита Крюков                                   | Московская область Александр Бессмертных Никита Ступак                           |
| 29 марта, вт  | Эстафета 4х10 км                   | ХМАО — Югра Сергей Турышев Евгений Дементьев Александр Легков Сергей Устюгов | Тюменская область Яков Сеземов Евгений Белов Денис Спицов Иван Якимушкин | Московская область Никита Ступак Александр Бессмертных Пётр Седов Сергей Новиков |
| 1 апреля, пт  | 50 км свободным стилем, масс-старт | Алексей Червоткин Московская область                                         | Андрей Мельниченко Красноярский край                                     | Алексей Шемякин Архангельская область                                            |
| 10 апреля, вс | 70 км свободным стилем, масс-старт | Илья Семиков Республика Коми                                                 | / Александр Бессмертных Московская область/Кемеровская область           | Алексей Двоскин Санкт-Петербург                                                  |

### Женщины
| Дата         | Дисциплина                           | Золото                                                                          | Серебро                                                                             | Бронза                                                                            |
| 23 марта, ср | Скиатлон 15 км                       | / Анастасия Седова Нижегородская область/Республика Коми                        | / Надежда Шуняева Иркутская область/Санкт-Петербург                                 | Анна Нечаевская Вологодская область                                               |
| 24 марта, чт | Спринт свободным стилем              | Евгения Шаповалова ХМАО — Югра                                                  | / Елена Соболева Новосибирская область/Ямало-Ненецкий АО                            | Юлия Белорукова Республика Коми                                                   |
| 26 марта, сб | 10 км классическим стилем            | Ольга Рочева Тюменская область                                                  | Ольга Царёва Республика Коми                                                        | / Анастасия Седова Нижегородская область/Республика Коми                          |
| 27 марта, вс | Командный спринт классическим стилем | ХМАО — Югра Полина Кальсина Евгения Шаповалова                                  | Тюменская область Ольга Рочева Дарья Веденина                                       | Республика Коми Анастасия А. Власова Ольга Царёва                                 |
| 29 марта, вт | Эстафета 4х5 км                      | Тюменская область Татьяна Алёшина Дарья Веденина Виктория Калинина Ольга Рочева | Московская область Мария Давыденкова Ольга Кузюкова Наталья Ильина Наталья Непряева | ХМАО — Югра Наталья Ситник Полина Кальсина Алёна Перевозчикова Евгения Шаповалова |
| 31 марта, чт | 30 км свободным стилем, масс-старт   | Анна Нечаевская Вологодская область                                             | Ольга Царёва Республика Коми                                                        | Анна Медведева Свердловская область                                               |
| 9 апреля, сб | 50 км свободным стилем, масс-старт   | Анна Медведева Свердловская область                                             | Анастасия Э. Власова Мурманская область                                             | Наталья Жукова Татарстан                                                          |